# Incêndio em boate de Kočani

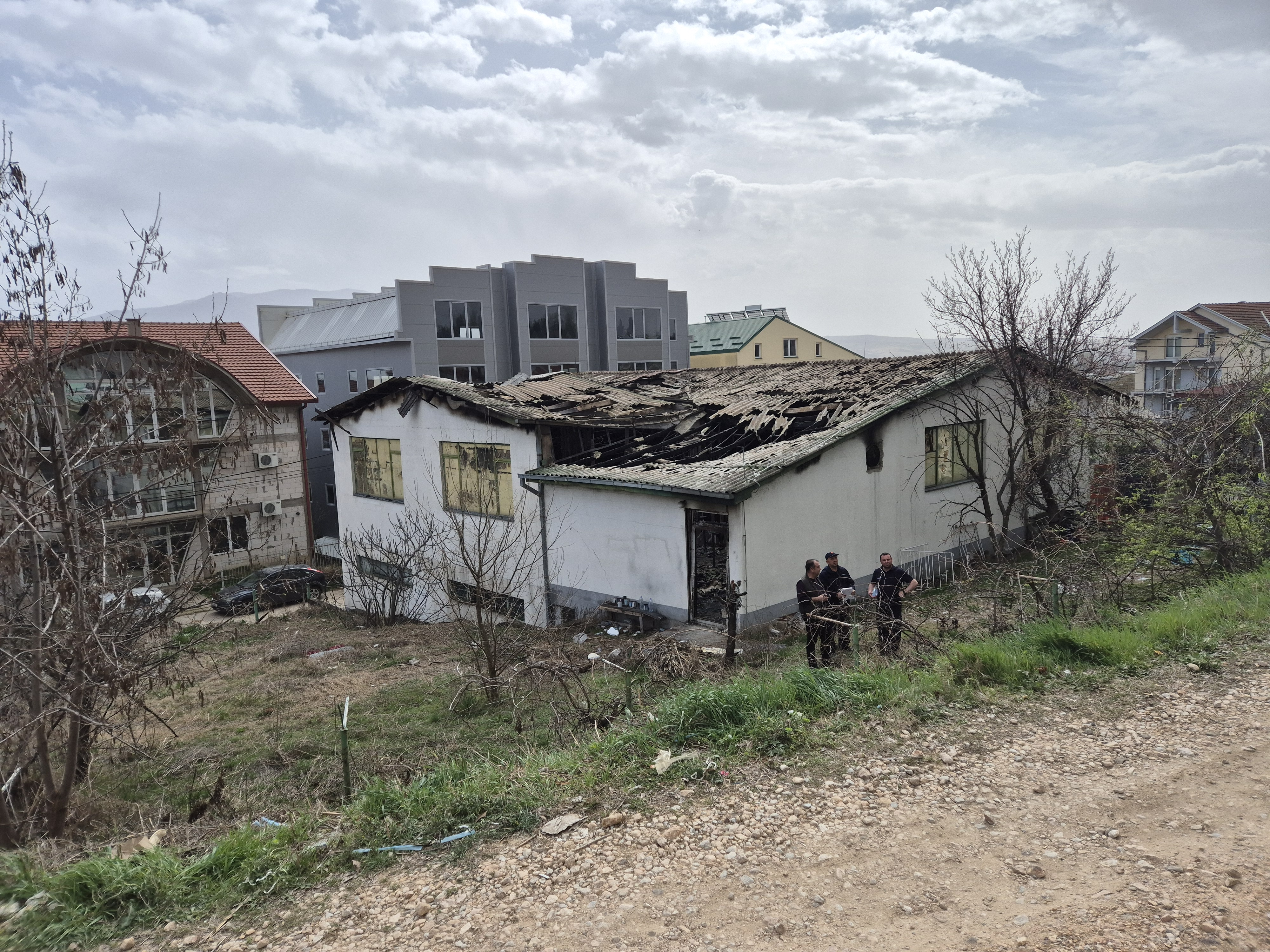
Local pós-incêndio

Em 16 de março de 2025, um incêndio ocorreu em uma boate em Kočani, na Macedônia do Norte, matando pelo menos 59 pessoas. De acordo com o ministro do Interior da Macedônia do Norte, Pance Toskovski, o incêndio foi causado pelo uso de pirotecnia. De acordo com o Ministério da Saúde, mais de 155 pessoas foram hospitalizadas em Kočani, Štip e Skopje.
Foi o incêndio mais mortal em uma boate na história da Macedônia e o mais mortal em uma boate desde o incêndio da discoteca Colectiv em Bucareste, Romênia, em 2015.

## Incêndio
Às 2h35 do dia 16 de março de 2025, cerca de 1,5 mil pessoas estavam assistindo a um show da dupla de hip-hop macedônia DNK na boate Pulse em Kočani. Os fogos pirotécnicos utilizados durante a apresentação incendiaram os restos carbonizados de vigas de madeira no teto do local, causando seu colapso parcial, o que provocou um incêndio de rápida propagação. As autoridades transportaram dezenas de feridos para hospitais próximos em Štip, Kočani e Skopje, e pelo menos um organizador de concertos foi preso.

## Reações
O primeiro-ministro da Macedônia do Norte, Hristijan Mickoski, expressou profunda tristeza pelo incêndio na boate, dizendo que a perda de tantas vidas jovens era irreparável e disse que o governo estava totalmente mobilizado para ajudar a determinar a causa do incêndio. O ministro do Interior disse que a polícia prendeu um homem, mas não forneceu imediatamente mais detalhes Mais tarde, acrescentou que as autoridades da Macedónia do Norte emitiram quatro mandados de prisão. A presidente Gordana Siljanovska-Davkova visitou algumas das vítimas do incêndio nos hospitais e encontrou-se com os seus familiares.

### Internacional
Políticos da União Europeia, Albânia, Azerbaijão, Bulgária, Croácia, Grécia, Montenegro, Sérvia, Eslovénia e Ucrânia expressaram as suas condolências pela perda de vidas e ofereceram apoio às autoridades macedônias. A Sérvia declarou 18 de março como dia de luto nacional.